# Alexandria (Dakota Południowa)

Mapa pokazuje obszary włączone i nieposiadające osobowości prawnej w hrabstwie Hanson w Dakocie Południowej, z zaznaczeniem Aleksandrii na czerwono.

Alexandria – miasto w Stanach Zjednoczonych, w stanie Dakota Południowa, w hrabstwie Hanson.